# Thiébouhans
Thiébouhans é uma comuna francesa na região administrativa de Borgonha-Franco-Condado, no departamento de Doubs. Estende-se por uma área de 5,81 km². Em 2010 a comuna tinha 263 habitantes (densidade: 45,3 hab./km²).